# Lovely Complex (film)
Pour les articles homonymes, voir Lovely Complex.
Pour plus de détails, voir Fiche technique et Distribution.
Lovely Complex est un film live japonais de Kitaji Ishikawa sorti en 2006.
Ce film est basé sur le manga Lovely Complex.

## Synopsis
Risa Koisumi et Atsushi Otani sont camarades de classes.
L'un est très grand pour une fille et l'autre très petit pour un garçon.
À la suite d'une déception sentimentale ayant pour cause leur taille, ils se sont intérieurement promis de ne plus jamais tomber amoureux d'une personne ne correspondant pas à leur taille...

## Fiche technique
- Titre original : Lovely Complex
- Réalisation : Kitaji Ishikawa
- Scénario : Osamu Suzuki, adapté du manga Lovely Complex de Aya Nakahara
- Sociétés de production : Shochiko-Fuji Company, Tohokushinsha Film
- Société de distribution : Shochiko-Fuji Company
- Pays d'origine :  Japon
- Langue : japonais
- Date de sortie : 2006
- Format : Couleurs
- Genre : comédie, romance
- Durée : 99 minutes

## Distribution
- Ema Fujisawa : Risa Koizumi
- Teppei Koike : Atsushi Otani
- Shōsuke Tanihara : Kunimi "M. Mighty" Maitake
- Nami Tamaki : Nobuko Ishihara
- Risa Kudo : Chiharu Tanaka
- Yusuke Yamazaki : Heikichi Nakao
- Hiro Mizushima : Ryoji Suzuki
- Shizuyo Yamasaki
- Ryôta Yamasato
- Masanori Hata
- Shugo Oshinari (en)
- Eiji Wentz